# 유럽 고속도로 115호선
유럽 고속도로 115호선(European route E115)은 러시아의 야로슬라블에서 노보로시스크까지 이어주는 총 연장 1,745 km의 거리를 가진 유럽 고속도로 노선망이다. 특이하게도 이 도로는 러시아를 경유하고 있으나, 우크라이나 경계선 인근 지역과 영토 분쟁 지역인 크림반도도 물론 통과하고 있는 것으로 드러나고 있다.

## 주요 경유지
해당 도로는 전선 러시아를 통과한다.

### 러시아
- M8 간선도로 (러시아)(영어판) : 야로슬라블 - 모스크바
- 모스크바 순환도로(영어판) : 모스크바
- M4 간선도로 (러시아)(영어판) : 모스크바 - 카쉬라
- M4 간선도로 (러시아)(영어판) : 카쉬라 - 보로네시 - 카멘스크샤흐틴스키 - 샤흐티 - 로스토프나도누 - Pavlovskaya - 크라스노다르
- A146 도로 : 크라스노다르 - 노보로시스크